# Non era vero
Non era vero è un singolo del rapper italiano Emis Killa, pubblicato il 27 maggio 2016 come primo estratto dal terzo album in studio Terza stagione.

## La canzone
Prodotto da Don Joe dei Club Dogo insieme a Yung Snapp, il testo del brano racconta di una generazione disillusa, nella quale è cresciuto anche lo stesso Emis Killa, raccontando anche la sua ascesa nel mondo musicale.

## Video musicale
Il videoclip è stato pubblicato il 20 maggio 2016 attraverso il canale YouTube del rapper.

## Tracce
1. Non era vero – 3:51 (Luigi Florio, Antonio Lago, Emiliano Rudolf Giambelli)